# Добротворский, Стефан Мартынович
Стефа́н Марты́нович Добротво́рский (ум. 16 февраля 1887, Якутск, Российская империя) — священнослужитель Русской православной церкви, протоиерей, с 1884 по 1887 годы — ректор Якутской духовной семинарии.

## Биография
Родился в семье священника Мартына Добротворского.
Окончил Пермскую Духовную Семинарию.
1864 году — окончил Казанскую духовную академию со степенью кандидата богословия.
8 сентября 1866 года — утверждён в степени магистра богословия.
С 29 ноября 1864 года — преподаватель Якутской духовной семинарии.
С 5 января 1866 года по 10 февраля 1867 года — эконом Якутской духовной семинарии.
С 25 декабря 1867 года по 1 сентября 1870 года — инспектор Якутской духовной семинарии.
С 1 сентября 1870 года по 1873 год и вновь с июня 1875 года по октябрь 1878 года — смотритель Якутского духовного училища.
31 января 1871 года — рукоположён во диакона.
2 февраля 1871 года — рукоположён во священника.
28 марта 1871 года епископом Дионисием был возведён в сан кафедрального протоиерея Якутского Троицкого собора; согласно Уставу духовных консистории он должен был стать членом духовной консистории. Приказом епископа от 28 августа 1871 года введён в состав членов консистории.
С 20 февраля 1871 года по сентябрь 1884 год — старший попечитель Якутского епархиального попечительства и катехизатор по кафедральному собору города Якутска.
С 1 сентября 1871 года по 1 сентября 1884 года — штатный член Якутской духовной консистории.
С 10 декабря 1871 года — цензор проповедей по Якутской епархии.
С 6 марта 1881 года по 1885 год — законоучитель Якутской мужской классической прогимназии.
С сентября 1884 года — ректор Якутской духовной семинарии.
С 1 марта 1887 года — редактор Якутских епархиальных ведомостей.
Скончался 16 февраля 1887 года в Якутске.

## Награды
- набедренник (28 марта 1871)
- Орден Святой Анны 2-й и 3-й степени;
- Орден Святого Владимира 4-й степени.